# آب‌انبار قاطول
آب‌انبار قاطول مربوط به سده‌های متأخر دوران‌های تاریخی پس از اسلام است و در شهرستان گرمسار، بخش مرکزی، دهستان حومه، روستای قاطول واقع شده و این اثر در تاریخ ۲۲ آبان ۱۳۸۶ با شمارهٔ ثبت ۲۰۱۶۱ به‌عنوان یکی از آثار ملی ایران به ثبت رسیده‌است.